# Luis Morales
Luis Morales (Moncada, 25 augustus 1885 - 1938) was een Filipijns politicus. Morales was afgevaardigde en gouverneur van Tarlac voor hij voor de periode 1926 tot 1928 werd gekozen in de Senaat van de Filipijnen. 

## Biografie
Luis Morales werd geboren op 25 december 1928 in Moncada in de Filipijnse provincie Tarlac. Hij behaalde een Bachelor of Arts-diploma aan het Liceo de Manila en voltooide in 1908 een bachelor-opleiding rechten aan de Escuela de Derecho. Ook slaagde hij dat jaar voor het toelatingsexamen van de Filipijnse balie.
Bij de verkiezingen van 1912 werd Morales namens het 1e kiesdistrict van Tarlac gekozen in de Filipijnse Assemblee. Met de komst van de Senaat van de Filipijnen in 1916 werd het lagerhuis voortaan aangeduid als Filipijns Huis van Afgevaardigden. Bij de verkiezingen van 1916 en die van 1919 werd hij namens hetzelfde kiesdistrict opnieuw gekozen in dat Filipijnse lagerhuis. In zijn laatste termijn als afgevaardigde was hij bovendien de Minority Floor Leader. In 1922 werd Morales gekozen tot gouverneur van de provincie Tarlac. In zijn periode als gouverneur werd onder meer het provinciaal ziekenhuis gebouwd. Bij de daaropvolgende verkiezingen werd hij met 5175 tegen 5120 stemmen verslagen door Manuel de Leon. Een verkiezingsprotest van Morales tegen de uitslag werd afgewezen.
Na het overlijden van senator Tomas Gomez in 1926 won Morales de speciale verkiezingen voor de resterende termijn tot 1928 namens het 8e Senaatsdistrict in de Filipijnse Senaat. In 1934 werd Morales gekozen als afgevaardigde voor de Constitutionele Conventie van dat jaar, waar de Filipijnse Grondwet werd ontworpen.
Morales overleed in 1938. Het centrale plein in zijn geboorteplaats is naar hem vernoemd.